# Космос-2479
Космос-2479 — российский военный спутник, предназначенный для раннего предупреждения о ракетных запусках. Входит в состав системы Око-1.

## Конструкция
Для наблюдения за пусками ракет имеется инфракрасный телескоп с диаметром главного зеркала 1 метр. Питание от солнечных батарей размахом 4,5 м.

## Система «Око»
Космос-2479 является последним спутником второго поколения 71Х6 (УС-КМО)(Управляемый Спутник Контроль Морей Океанов). В отличие от предыдущей системы УС-КМ, спутники нового поколения контролируют ракетные запуски не только с континентальной части США, но и из нейтральных вод. Для нормальной работы системы необходимо иметь два спутника на геостационарных орбитах. Космос-2479 дополнил спутник Космос-2440, запущенный в 2008 году.
Военными ВКО и независимыми экспертами система Око-1 признана безнадёжно устаревшей. На замену ей создаётся Единая космическая система (ЕКС), в задачу которой входит в том числе и предупреждение о ракетном нападении.

## Запуск
В ходе запуска спутника Космос-2479 была использована последняя ракета Протон-К и последний разгонный блок ДМ-2. Планируемый срок службы спутника — пять-семь лет.